# Pečenga (città)
Pečenga (in russo Пече́нга?, in finlandese Petsamo) è una cittadina della Russia europea settentrionale, situata nella oblast' di Murmansk; appartiene amministrativamente al rajon Pečengskij.
Sorge nella parte nord-occidentale della oblast', a breve distanza dal confine norvegese e dalla costa del Mare di Barents, 120 chilometri a nord-ovest di Murmansk.
Attestata come possedimento russo fin dal 1533, dal 1920 (trattato di Tartu) al settembre 1944 fece parte della Finlandia con il nome di Petsamo, venendo però riconquistata dai russi al termine della guerra di continuazione.
Nella città, è degno di nota il monastero di Pečenga.